# Lobo-árabe
O lobo-árabe (Canis lupus arabs) é uma subespécie do lobo. Anteriormente, a sua área de distribuição compreendia parte significativa da Península arábica. Actualmente encontra-se restrito a pequenas regiões em Israel, Oman, Iémen, Jordânia e Arábia Saudita

## Características

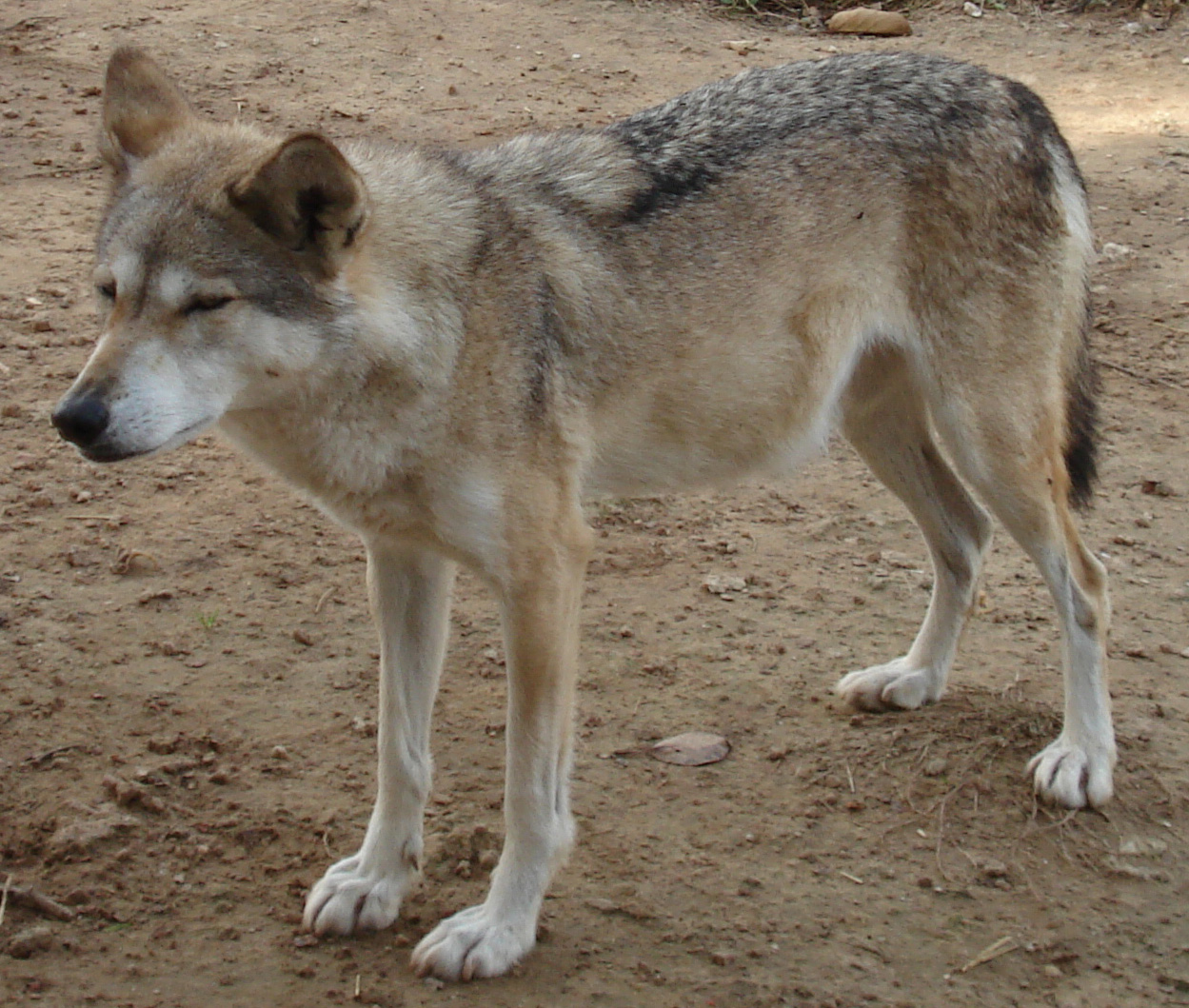
Um exemplar típico de lobo-árabe.

É o menor dos lobos-cinzentos. Medindo em média 64-66 cm na cernelha, com o peso médio de 20,4 kg. Em similaridade com o lobo-indiano, seu porte menor é em decorrência à adaptações perante um clima árido e seco, junto de menor convivência social, ao contrário dos demais lobos, formam agrupamentos sociais pequenos, consistindo em grupos de caça com no máximo 4 espécimes juntos. Sua variação fenótipa tende a se encontrar mais variada, dada a hibridização com cães domésticos.

## Ecologia

### Alimentação
O lobo-árabe é um animal onívoro, mas também um carnívoro prático em horas oportunas. Versátil em zonas urbanas, alimentando-se de lixo e produtos descartados pela população. Suas presas nativas são geralmente ungulados, tais como o ibex-da-Núbia e o onagro, mas não dispensam animais menores tais como lebres e coelhos. Eles também atacam gatos domésticos, consomem frutas e alimentam-se de carniça. De forma oportunista, também consome peixes, caracóis e filhotes de babuínos. Dado ao potencial de predar o gado doméstico, os beduínos pastoris e agricultores capturam ou diretamente perseguem e caçam os lobos.

### Interação com outras espécies
O lobo-árabe já foi registrado associando-se com a hiena-listrada, em Israel, essa relação mutualística já é bem conhecida. Sendo teorizado seu funcionamento da seguinte forma: a hiena poderia beneficiar-se da capacidade superior dos lobos para caçar presas grandes e ágeis. Os lobos poderiam se beneficiar do olfato superior da hiena, para localizar e desenterrar tartarugas, quebrar ossos grandes e rasgar recipientes de comida descartados, como latas.
De forma similar a como acontece em outras populações de lobos, o lobo-árabe suprime outras espécies de canídeos menores, sendo particularmente hostil ao chacal-dourado e a raposa-vermelha, o que através de sua caça a estes animais, facilita o crescimento da população de herbívoros menores. O lobo enfrenta como concorrência outros predadores grandes, tais como o caracal e o leopardo-árabe, com o último sendo um potencial predador ao lobos.
- Commons
- Wikispecies

1. ↑  «Life and behaviour of wolves : The Arabian or Desert Wolf» (PDF). Ukwct.org.uk. Consultado em 29 de janeiro de 2022
2. ↑  Heinrich Mendelssohn; Y. Yom-Tov (1999). Mammalia of Israel. [S.l.]: Israel Academy of Sciences and Humanities. ISBN 978-965-208-145-2 PG. 186
3. ↑  Dinets, V.; Eligulashvili, Beniamin (2016). «Striped Hyaenas (Hyaena hyaena) in Grey Wolf (Canis lupus) packs: cooperation, commensalism or singular aberration?». Zoology in the Middle East (em inglês)
4. ↑  Bonsen, Gavin T.; Wallach, Arian D.; Ben-Ami, Dror; Keynan, Oded; Khalilieh, Anton; Shanas, Uri; Wooster, Eamonn I. F.; Ramp, Daniel (1 de agosto de 2022). «Tolerance of wolves shapes desert canid communities in the Middle East». Global Ecology and Conservation (em inglês). 36: e02139. ISSN 2351-9894. doi:10.1016/j.gecco.2022.e02139
5. ↑  Zafar-ul Islam, M.; Volmer, Rebbeka; al Boug, Ahmed; Shehri, Abdullah as; Gavashelishvili, Alexander (2 de abril de 2020). «Modelling the effect of competition for prey and poaching on the population of the Arabian Leopard, Panthera pardus nimr, in Saudi Arabia (Mammalia: Felidae)». Zoology in the Middle East. 66 (2): 95–106. doi:10.1080/09397140.2020.1757911